# Seznam německých filozofů
Toto je seznam německých filozofů.

## A
- Theodor W. Adorno (1903 – 1969), německý filozof, sociolog a komponista
- Johann Valentin Andreae (1586 – 1654), německý teolog a filozof
- Arno Anzenbacher (*1940), rakouský filozof a teolog
- Karl-Otto Apel (1922–2017), německý představitel filozofie jazyka a sociální filozofie
- Hannah Arendtová (1906 – 1975), americká filozofka, politoložka a publicistka německo-židovského původu
- Richard Avenarius (1843 – 1896), německý filozof, zakladatel tzv. empirokriticismu

## B
- Max Bense (1910 – 1990), německý filozof a teoretik umění a vědy, představitel existenciálního racionalismu
- Ernst Bloch (1885 – 1977), německý filozof
- Jakob Böhme (1575 – 1624), německý středověký mystik a zástupce „filozofie přírody“
- Bernard Bolzano (1781 – 1848), německý filozof, teolog a matematik z Prahy
- Franz Clemens Brentano (1838 – 1917), německý filozof a psycholog
- Martin Buber (1878 – 1965), židovský náboženský myslitel původem z Rakouska

## C
- Fritjof Capra (*1939), rakouský filozof a esoterik žijící v USA
- Rudolf Carnap (1891 – 1970), německý filozof, člen tzv. Vídeňského kruhu logických pozitivistů
- Ernst Cassirer (1874 – 1945), německý filozof a spisovatel
- Hermann Cohen (1842 – 1918), německý filozof, představitel tzv. marburské školy novokantovství

## D
- Edgar Dacqué (1878 – 1945), německý paleontolog, zabýval se i „filozofií přírody“
- Wilhelm Dilthey (1833 – 1911), německý filozof, psycholog a pedagog
- Hans Driesch (1867 – 1941), německý biolog a filozof

## E
- Mistr Eckhart (asi 1260 – 1327 nebo 1328), německý středověký teolog, mystik a filozof
- Friedrich Engels (1820 – 1895), německý filozof, pokračovatel Karla Marxe

## F
- Ludwig Feuerbach (1804 – 1872), německý filozof, antropolog a kritik náboženství
- Paul Feyerabend (1924 – 1994), rakouský filozof a teoretik vědy
- Johann Gottlieb Fichte (1762 – 1814), německý klasický filozof
- Eugen Fink (1905 – 1975), německý filozof
- Kurt Rudolf Fischer (*1922), německý filozof
- Philipp Frank (1884 – 1966), rakouský filozof, člen tzv. Vídeňského kruhu
- Erich Fromm (1900 – 1980), německo-americký humanistický filozof

## G
- Hans-Georg Gadamer (1900 – 2002), německý filozof, představitel hermeneutiky
- Arnold Gehlen (1904 – 1976), německý konzervativní filozof a sociolog
- Kurt Gödel (1906 – 1978), rakousko-americký logik, matematik a filozof, původem z Brna
- Johann Wolfgang Goethe (1749 – 1832), německý básník, dramatik přírodovědec a myslitel
- Johann Christoph Gottsched (1700 – 1766), německý osvícenecký spisovatel a myslitel
- Romano Guardini (1885 – 1968), německý filozof a katolický teolog, původem z Itálie

## H
- Jürgen Habermas (*1929), německý sociolog a filozof
- Johann Georg Hamann (1730 – 1788), německý spisovatel a myslitel
- Georg Wilhelm Friedrich Hegel (1770 – 1831), německý filozof, poslední reprezentant německého idealismu
- Martin Heidegger (1889 – 1976), německý filozof
- Hermann von Helmholtz (1821 – 1894), německý lékař, matematik, fyzik, meteorolog a filozof
- Johann Gottfried Herder (1744 – 1803), německý básník, překladatel, filozof a teolog
- Wilhelm von Humboldt (1767 – 1835), německý vědec, zabýval se množstvím oborů
- Edmund Husserl (1859 – 1938), německý filozof a matematik, představitel fenomenologie, původem z Prostějova
- Ulrich von Hutten (1488 – 1523), německý myslitel období humanismu

## J
- Karl Jaspers (1883 – 1969), německý filozof a psychiatr

## K
- Immanuel Kant (1724 – 1804), německý filozof, jeden z nejvýznamnějších v historii
- Karl Kautsky (1854 – 1938), německý politický teoretik, původem z Prahy
- Hans Kelsen (1981 – 1973), rakousko-americký teoretik práva, pozitivista, původem z Prahy
- Johannes Kepler (1571 – 1630), německý myslitel, matematik a astronom; pobýval v Praze
- Mikuláš Kusánský – Nikolaus von Kues (1401 – 1464), německý filozof a matematik

## L
- Ludwig Landgrebe (1902 – 1991), německý filozof, představitel fenomenologie
- Gottfried Wilhelm Leibniz (1646 – 1716), německý filozof, matematik a fyzik
- Gotthold Ephraim Lessing (1729 – 1781), německý osvícenecký literát a myslitel
- Kuno Lorenz (*1932), německý filozof
- Georg Lukács (1885 – 1971), marxistický filozof a literární vědec, původem z Maďarska

## M
- Ernst Mach (1838 – 1916), rakouský fyzik, filozof a teoretik vědy, původem z Chrlic u Brna
- Karl Marx (1818 – 1883), německý filozof
- Moses Mendelssohn (1729 – 1786), německý židovský myslitel

## N
- Paul Natorp (1854 – 1924), německý filozof, představitel tzv. marburské školy novokantovství
- Otto Neurath (1882 – 1945), rakouský filozof a sociolog, reprezentant tzv. logického pozitivizmu, člen Vídeňského kruhu
- Friedrich Nietzsche (1844 – 1900), německý filozof a básník

## P
- Helmuth Plessner (1892 – 1985), německý filozof a sociolog, čelný představitel filozofické antropologie
- Karl Popper (1902 – 1994), rakousko-britský filozof, sociolog a teoretik vědy

## R
- Jakob Friedrich Reiff (1810 – 1879), německý filozof
- Hans Reichenbach (1891 – 1953), německý filozof, spolupracovník tzv. Vídeňského kruhu
- Franz Rosenzweig (1886 – 1929), německý historik a filozof
- Heinrich Rickert (1863 – 1936), německý filozof (bádenská škola novokantovství)

## S
- Wilhelm Adolf Scribonius (1550 – 1600), raně novověký filozof, lékař a pedagog, proslul jako tzv. teoretik čarodějnictví
- Max Scheler (1874 – 1928), německý filozof a sociolog
- Friedrich Wilhelm Joseph von Schelling (1775 – 1854), německý filozof, jeden z vůdčích představitelů idealismu
- Friedrich Schiller (1759 – 1805), představitel německé romantické filozofie, básník a dramatik
- Friedrich Daniel Ernst Schleiermacher (1768 – 1834), německý protestantský teolog, filozof a pedagog
- Moritz Schlick (1882 – 1936), rakouský fyzik a filozof, stál u zrodu tzv. Vídeňského kruhu logických empiristů
- Wilhelm Schmid (*1953), současný německý filozof
- Arthur Schopenhauer (1788 – 1860), německý filozof
- Georg Simmel (1858 – 1918), německý sociolog a filozof, zakladatel tzv. formální sociologie
- Peter Sloterdijk (*1947), současný německý filozof, kulturolog a esejista
- Rudolf Steiner (1861 – 1925), rakouský filozof, přírodovědec, pedagog a esoterik, zakladatel antroposofie
- David Friedrich Strauss (1808 – 1874), německý spisovatel, filozof a teolog
- Leo Strauss (1899 – 1973), německo-americký politický filozof, kritik moderní filozofie

## T
- Johannes Tauler (kolem 1300 – 1361), německý středověký mystik a teolog
- svatá Terezie Benedikta od Kříže – vl. jménem Edith Steinová (1891 – 1942), německá řeholnice a katolická filozofka
- Christian Thiel (*1937), německý filozofa teoretik vědy
- Ernst Tugendhat (*1930), německý filozof, původem z Brna

## V
- Eric Voegelin (1901 – 1985), německo-americký politolog a filozof

## W
- Wilhelm Weischedel (1905 – 1975), německý filozof
- Carl Friedrich von Weizsäcker (*1912), německý fyzik a filozof
- Wilhelm Windelband (1848 – 1915), německý filozof, reprezentant tzv. bádenské školy novokantovství
- Ludwig Wittgenstein (1889 – 1951), význačný rakouský filozof
- Christian Wolff (1679 – 1754), německý učenec – filozof, právník a matematik